# Oyré
Oyré [ɔjʁe] est une commune du Centre-Ouest de la France, située dans le département de la Vienne en région Nouvelle-Aquitaine.

## Géographie

### Localisation
Situé à 7 km au nord de Châtellerault.  À proximité, se trouvent la forêt de la Groie, Etni'cité à Saint-Rémy-sur-Creuse.

### Communes limitrophes
|               | Dangé-Saint-Romain (par un quadripoint) | Leugny |
| Ingrandes     | Oyré                                    | Mairé  |
| Châtellerault | Senillé-Saint-Sauveur                   |        |

### Climat
Pour des articles plus généraux, voir Climat de la Nouvelle-Aquitaine et Climat de la Vienne.
Historiquement, la commune est exposée à un climat océanique du nord-ouest.  
En 2020, Météo-France publie une typologie des climats de la France métropolitaine dans laquelle la commune est exposée à un climat océanique altéré et est dans la région climatique  Poitou-Charentes, caractérisée par un bon ensoleillement, particulièrement en été et des vents modérés.
Pour la période 1971-2000, la température annuelle moyenne est de 12 °C, avec une amplitude thermique annuelle de 15,4 °C. Le cumul annuel moyen de précipitations est de 680 mm, avec 11,3 jours de précipitations en janvier et 6,1 jours en juillet. Pour la période 1991-2020, la température moyenne annuelle observée sur la station météorologique la plus proche, située sur la commune de Lésigny à 10,85 km à vol d'oiseau, est de 12,1 °C et le cumul annuel moyen de précipitations est de 743,3 mm,. Pour l'avenir, les paramètres climatiques de la commune estimés pour 2050 selon différents scénarios d’émission de gaz à effet de serre sont consultables sur un site dédié publié par Météo-France en novembre 2022.

## Urbanisme

### Typologie
Au 1er janvier 2024, Oyré est catégorisée commune rurale à habitat dispersé, selon la nouvelle grille communale de densité à sept niveaux définie par l'Insee en 2022.
Elle est située hors unité urbaine. Par ailleurs la commune fait partie de l'aire d'attraction de Châtellerault, dont elle est une commune de la couronne,. Cette aire, qui regroupe 44 communes, est catégorisée dans les aires de 50 000 à moins de 200 000 habitants,.

### Occupation des sols
L'occupation des sols de la commune, telle qu'elle ressort de la base de données européenne d’occupation biophysique des sols Corine Land Cover (CLC), est marquée par l'importance des territoires agricoles (56,2 % en 2018), en diminution par rapport à 1990 (57,4 %). La répartition détaillée en 2018 est la suivante : 
forêts (41,8 %), terres arables (28,9 %), prairies (17 %), zones agricoles hétérogènes (10,2 %), zones urbanisées (2 %). L'évolution de l’occupation des sols de la commune et de ses infrastructures peut être observée sur les différentes représentations cartographiques du territoire : la carte de Cassini (XVIIIe siècle), la carte d'état-major (1820-1866) et les cartes ou photos aériennes de l'IGN pour la période actuelle (1950 à aujourd'hui).

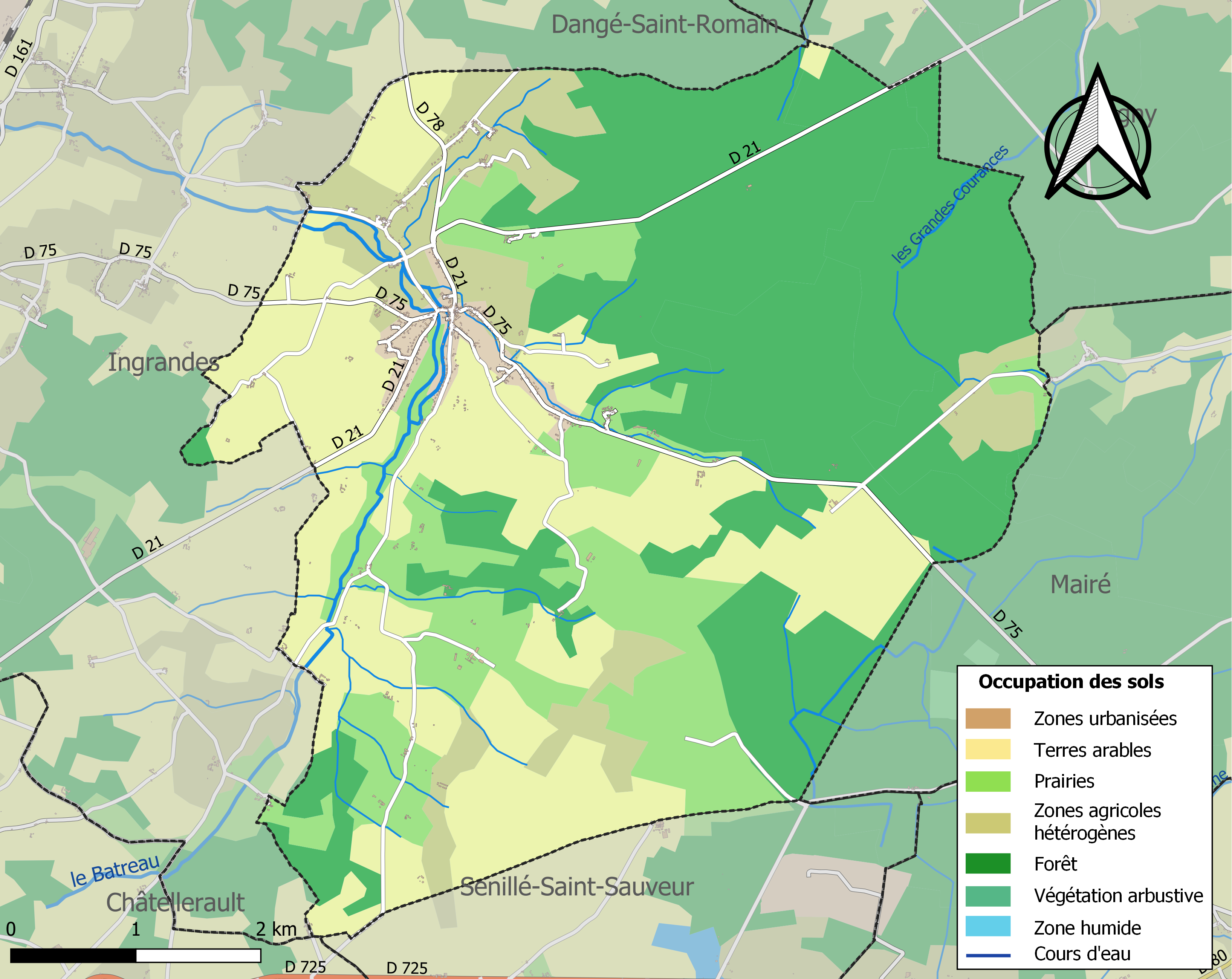
Carte des infrastructures et de l'occupation des sols de la commune en 2018 (CLC).

### Risques majeurs
Le territoire de la commune d'Oyré est vulnérable à différents aléas naturels : météorologiques (tempête, orage, neige, grand froid, canicule ou sécheresse), feux de forêts, mouvements de terrains et séisme (sismicité modérée). Il est également exposé à un risque technologique,  le transport de matières dangereuses. Un site publié par le BRGM permet d'évaluer simplement et rapidement les risques d'un bien localisé soit par son adresse soit par le numéro de sa parcelle.

#### Risques naturels
Oyré est exposée au risque de feu de forêt. En 2014, le deuxième plan départemental de protection des forêts contre les incendies (PDPFCI) a été adopté pour la période 2015-2024. Les obligations légales de débroussaillement dans le département sont définies dans un arrêté préfectoral du 29 mai 2015,, celles relatives à l'emploi du feu et au brûlage des déchets verts le sont dans un arrêté permanent du 24 mai 2015,.

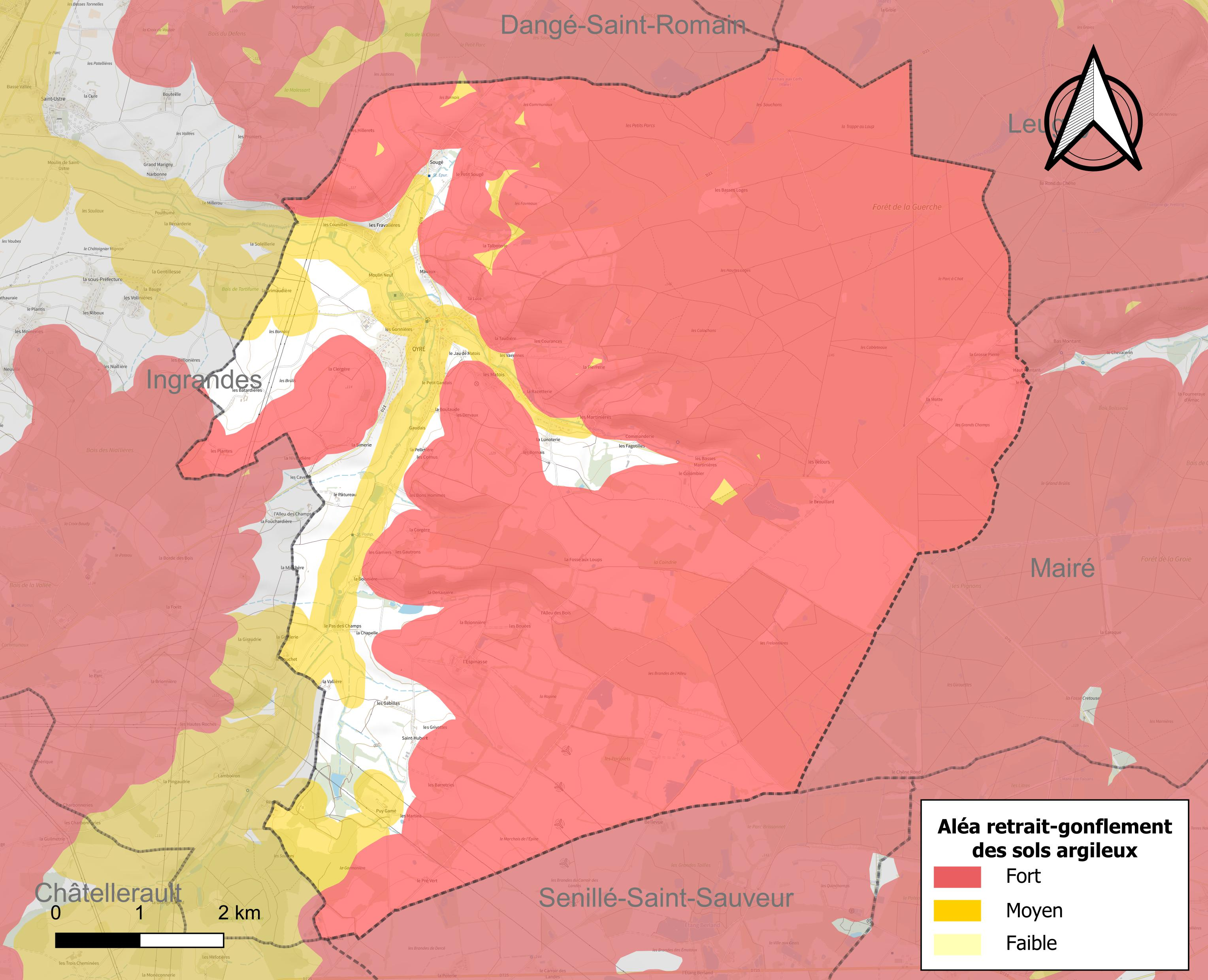
Carte des zones d'aléa retrait-gonflement des sols argileux d'Oyré.

Les mouvements de terrains susceptibles de se produire sur la commune sont des affaissements et effondrements liés aux cavités souterraines (hors mines) et des tassements différentiels. Afin de mieux appréhender le risque d’affaissement de terrain, un inventaire national permet de localiser les éventuelles cavités souterraines sur la commune. Le retrait-gonflement des sols argileux est susceptible d'engendrer des dommages importants aux bâtiments en cas d’alternance de périodes de sécheresse et de pluie. 91,5 % de la superficie communale est en aléa moyen ou fort (79,5 % au niveau départemental et 48,5 % au niveau national). Depuis le 1er octobre 2020, en application de la loi ÉLAN, différentes contraintes s'imposent aux vendeurs, maîtres d'ouvrages ou constructeurs de biens situés dans une zone classée en aléa moyen ou fort,.
La commune a été reconnue en état de catastrophe naturelle au titre des dommages causés par les inondations et coulées de boue survenues en 1982, 1999, 2008 et 2010, par la sécheresse en 1996, 2003 et 2017 et par des mouvements de terrain en 1999 et 2010.

## Toponymie
Le nom du village proviendrait de l’anthroponyme gallo-romain "Aurius" avec le suffixe latin de propriété "-acum"  devenu  avec le temps "-ec" puis "-é" et signifiant "domaine de".

## Histoire
La Révolution française a créé les communes au sens que nous donnons aujourd'hui à ce mot par deux lois de décembre 1789 : la commune de Oyré correspond à la paroisse préexistante. En 1792, avec la proclamation de la République, le principe de l'élection des municipalités au suffrage universel masculin est posé. Un siècle plus tard, la loi municipale du 5 avril 1884 pérennise l'élection du conseil municipal au suffrage universel masculin. Elle précise, en outre, que ce conseil élit le maire en son sein (sous la Restauration et l’Empire, le maire était nommé par le pouvoir central.
Néanmoins, la tutelle de l'État reste très forte. Les préfets, en effet, exercent un contrôle a priori de l'ensemble des décisions communales : ils peuvent donc interdire l'application d'une délibération pour des raisons de légalité... ou d'opportunité.
Avec les lois de décentralisation des 2 mars et 22 juillet 1982, le contrôle des actes de la commune est exercé a posteriori par le juge administratif au lieu de l'être a priori par le préfet. C'est d'autant plus important que les interventions des communes sont nombreuses et variées.

## Politique et administration

### liste des maires
| Période    | Période  | Identité         | Étiquette | Qualité |
| ---------- | -------- | ---------------- | --------- | ------- |
| 1882       | 1918     | Louis Jahan      |           |         |
| 1919       | 1935     | Joseph Bonneault |           |         |
| 1935       | 1945     | Louis Geninet    |           |         |
| 1945       | 1959     | Marcel Joubert   |           |         |
| 1959       | 1989     | Edouard Suire    |           |         |
| avant 1995 |          | Adonis Dechaume  |           |         |
| ?          | 2014     | Didier Millet    |           |         |
| 2014       | En cours | Géry Wibaux      |           |         |

En mars 2001, le conseil municipal a été élu à l'issue d'une élection à deux tours.

### Instances judiciaires et administratives
La commune relève du tribunal d'instance de Poitiers, du tribunal de grande instance de Poitiers, de la cour d'appel  de Poitiers, du tribunal pour enfants de Poitiers, du conseil de prud'hommes de Poitiers, du tribunal de commerce de Poitiers, du tribunal administratif de Poitiers et de la cour administrative d'appel  de  Bordeaux,  du tribunal des pensions de Poitiers, du tribunal des affaires de la Sécurité sociale de la Vienne, de la cour d’assises de la Vienne.

### Services publics
Les réformes successives de La Poste ont conduit à la fermeture de nombreux bureaux de poste ou à leur transformation en simple relais. Toutefois, la commune a pu maintenir le sien.

## Démographie
L'évolution du nombre d'habitants est connue à travers les recensements de la population effectués dans la commune depuis 1793. Pour les communes de moins de 10 000 habitants, une enquête de recensement portant sur toute la population est réalisée tous les cinq ans, les populations de référence des années intermédiaires étant quant à elles estimées par interpolation ou extrapolation. Pour la commune, le premier recensement exhaustif entrant dans le cadre du nouveau dispositif a été réalisé en 2006.

En 2022, la commune comptait 964 habitants, en évolution de −1,83 % par rapport à 2016 (Vienne : +0,6 %, France hors Mayotte : +2,11 %).
| 1793 | 1800 | 1806 | 1821 | 1831 | 1836 | 1841 | 1846 | 1851 |
| ---- | ---- | ---- | ---- | ---- | ---- | ---- | ---- | ---- |
| 827  | 782  | 606  | 734  | 711  | 751  | 794  | 804  | 845  |

| 1856 | 1861 | 1866 | 1872 | 1876 | 1881 | 1886 | 1891 | 1896 |
| ---- | ---- | ---- | ---- | ---- | ---- | ---- | ---- | ---- |
| 785  | 830  | 830  | 750  | 776  | 762  | 760  | 753  | 745  |

| 1901 | 1906 | 1911 | 1921 | 1926 | 1931 | 1936 | 1946 | 1954 |
| ---- | ---- | ---- | ---- | ---- | ---- | ---- | ---- | ---- |
| 740  | 724  | 717  | 670  | 721  | 768  | 736  | 693  | 675  |

| 1962 | 1968 | 1975 | 1982 | 1990 | 1999 | 2006 | 2011  | 2016 |
| ---- | ---- | ---- | ---- | ---- | ---- | ---- | ----- | ---- |
| 752  | 692  | 621  | 741  | 877  | 888  | 908  | 1 004 | 982  |

| 2021 | 2022 | - | - | - | - | - | - | - |
| ---- | ---- | - | - | - | - | - | - | - |
| 960  | 964  | - | - | - | - | - | - | - |

En 2008, selon l’Insee, la densité de population de la commune était de 27 hab./km2 contre 61 hab./km2 pour le département, 68 hab./km2 pour la région Poitou-Charentes et 115 hab./km2 pour la France.

## Économie
Selon la direction régionale de l'Alimentation, de l'Agriculture et de la Forêt de Poitou-Charentes, il n'y a plus que 13 exploitations agricoles en 2010 contre 16 en 2000.
Les surfaces agricoles utilisées ont diminué et sont passées de 1 059 hectares en 2000 à 973 hectares en 2010. 57 % sont destinées à la culture des céréales (blé tendre essentiellement mais aussi orges et maïs), 26 % pour les oléagineux (colza et tournesol) et 5 % reste en herbes.
L'élevage de volailles a connu une baisse : 325 têtes en 2000 répartis sur dix fermes contre 166 têtes  en 2010 répartis sur trois fermes. Les élevages d'ovins et de bovins ont disparu au cours de cette décennie. La disparition de l'élevage d'ovins est conforme à la tendance globale du département de la Vienne. En effet, le troupeau d’ovins, exclusivement destiné à la production de viande, a diminué de 43,7 % de 1990 à 2007.

## Culture locale et patrimoine

### Lieux et monuments

#### Architecture civile
- Château fort de la Groie du XVe siècle et XVIe siècle.
- Manoirs : La Vallière XVe siècle ; La Corgère ; Le Pâtureau XVe siècle.
- Ancienne place forte.

#### Architecture sacrée
L'église Saint-Sulpice, de style roman primitif, date de la fin du XIe et du début du XIIe siècle. Elle est construite en tuffeau et sa couverture est en tuile plate. Ces caractéristiques montrent qu'elle est un édifice de transition entre le Poitou et la Touraine. Elle est classée monument historique depuis 1914.
Une bulle du pape Alexandre III datée de l'année 1163 permet de savoir que l'église dépendait du prieuré de Saint-Denis-en-Vaux.
La particularité de cette petite église est la galerie qui enveloppe sa façade ouest et une partie de son côté sud. Seule la partie ouest est ancienne avec ses arcatures encadrant un accès dans l'axe du portail. La partie sud a été fortement remaniée, sans doute au XVIIe siècle lors de la construction de la chapelle Sainte-Catherine. Un tel dispositif est rare dans le Poitou. IL rappelle plutôt les édifices de Champagne, d’Île-de-France et surtout d'Espagne. Cette galerie, équipée de banquettes de pierre, ménageait une transition entre l'espace profane extérieur et l'espace sacré intérieur. Elle était aussi le lieu de rassemblement de la communauté villageoise.
Le clocher, carré, est implanté sur la croisée du transept. À sa partie supérieure, chacune de ses faces présente deux ouvertures.
Au chevet, dépourvu de contreforts, abside et absidioles sont ornées d'une corniche supportée par des modillons. Une restauration radicale en 1886 a supprimé les originaux.
La nef de trois travées inégales est voûtée en berceau. Les arcs doubleaux, en forme de gros tores hémi-cylindriques, se prolongent jusqu'au sol le long des piles. Les collatéraux, sans doubleaux, communiquent avec le vaisseau principal par des arcades. Leur étroitesse valorise l'espace central orienté vers le sanctuaire. Le transept est voûté en berceau. La croisée du transept est couverte par une coupole octogonale.
Le chœur, où une travée droite précède l'abside, est accosté de deux absidioles moins profondes, schéma architectural assez commun en Poitou. L'arcade séparant le chœur de la croisée du transept est légèrement outrepassée, c'est-à-dire en fer à cheval.
Le chœur et les absidioles étaient jadis décorés de peintures des XIVe et XVe siècles. Elles existaient encore en 1854. Mais vers 1872, elles ont été détruites dans le chœur et l'absidiole Sud ou refaites dans l'absidiole nord, en conservant les sujets, plus particulièrement une scène d'exorcisme de saint Mathurin. Lors de l'exorcisme de Théodora, la fille de Maxime, par saint Mathurin, apôtre du Gâtinais (Larchant), le diable serait échappé de la bouche de la possédée.
À l'intérieur, il est possible admirer des chapiteaux étranges et caricaturaux. Ils sont au nombre de vingt et datent du XIIe siècle. Ils peuvent avoir été retouchés au cours des siècles. Ils représentent des décors de végétaux, des animaux ou des personnages. Il est possible de reconnaître des pommes de pin (symbole d'éternité), des musiciens, des danseurs, des quadrupèdes à deux corps, des oiseaux à tête humaine portant une bourse au cou (les bourses autour des oiseaux symbolisent l'âme des défunts emportés au ciel par les volatiles), un singe tenu en laisse (symbole de la maîtrise du Mal, le singe étant dans l'art roman une personnification de Satan), un masque dont sort un bras...Les bases sont décorées d'éléments géométriques, de torsades et de serpents. Dans tous les cas, il est toujours difficile de donner une explication satisfaisante pour ces sculptures peu communes.
Le mobilier est riche : une statue de l'évêque de Bourges, saint Sulpice du XVIIIe, en bois polychrome et doré ; une grand crucifix en bois peint du XVIIe siècle ; un tableau du XVIIIe siècle représentant en buste la Vierge, un chemin de croix original en métal peint de 1872 et cinq statues dans la sacristie qui furent découvertes lors des travaux effectués dans le chœur de l'église, les statues ayant été cachées en 1867. Une de ces statues représente saint Laurent.
C'est  une des plus remarquables petites églises romanes de la Vienne.

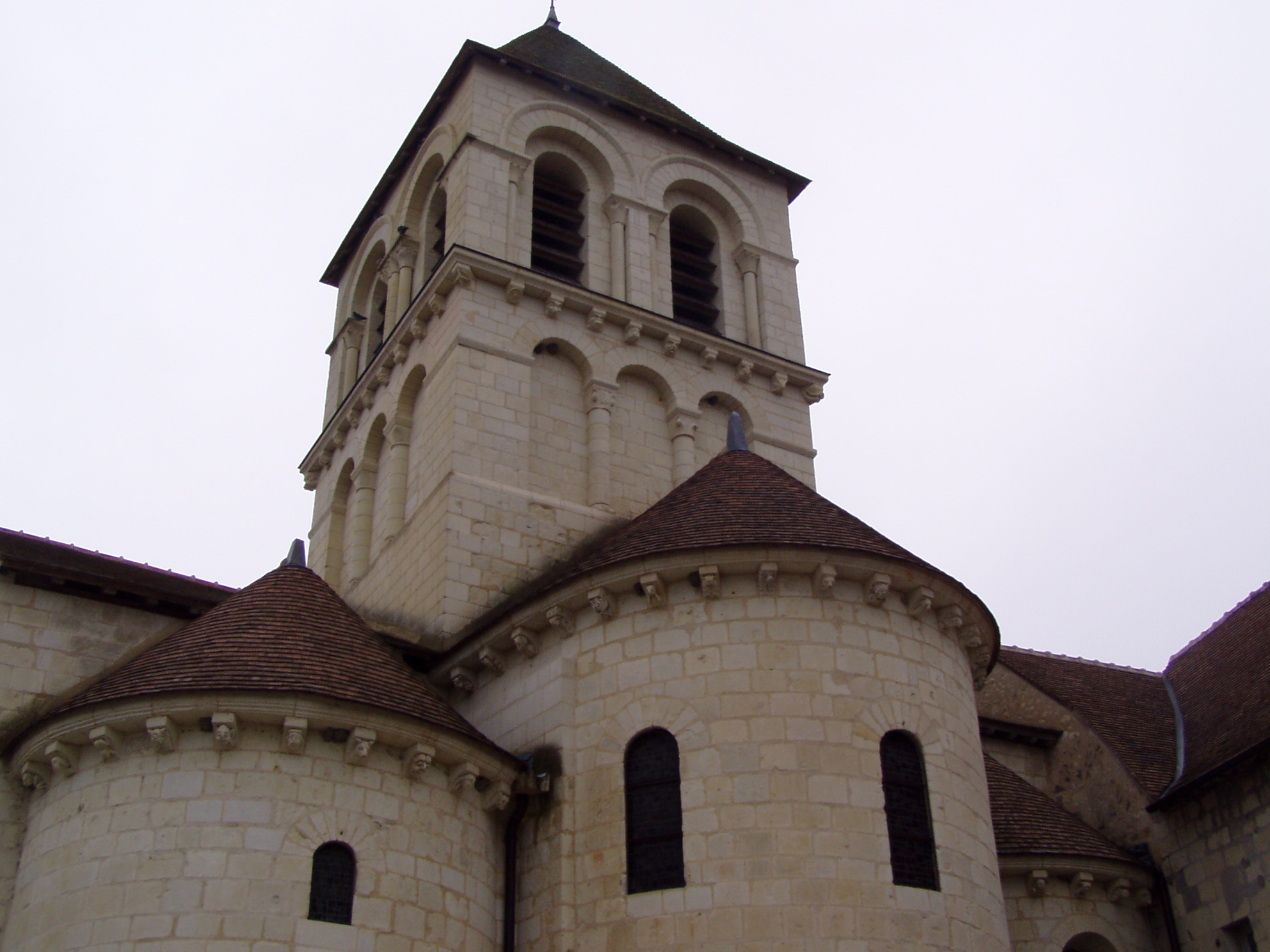
Le chevet et le clocher de l'église.
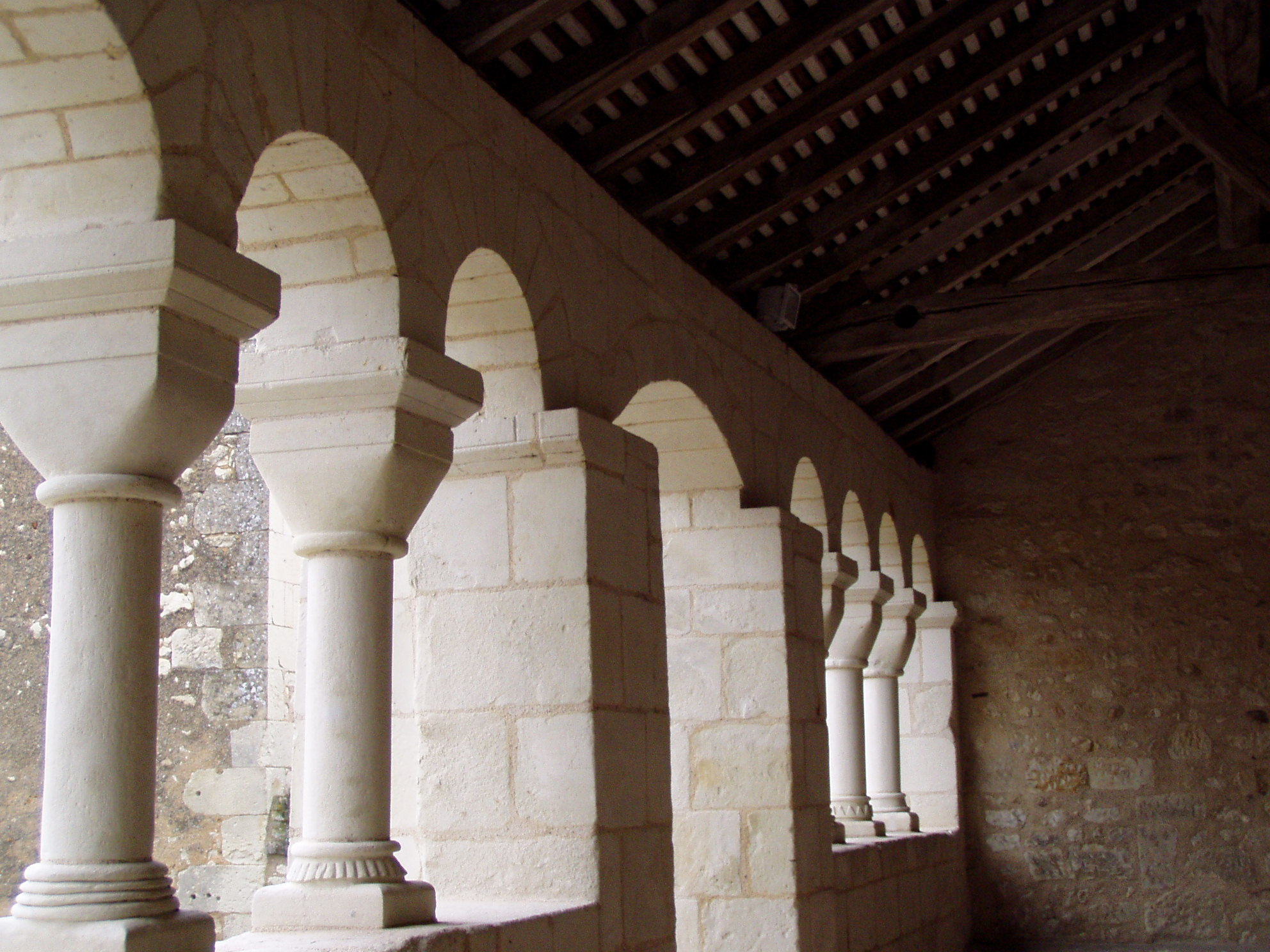
La galerie côté Ouest, vue intérieure.
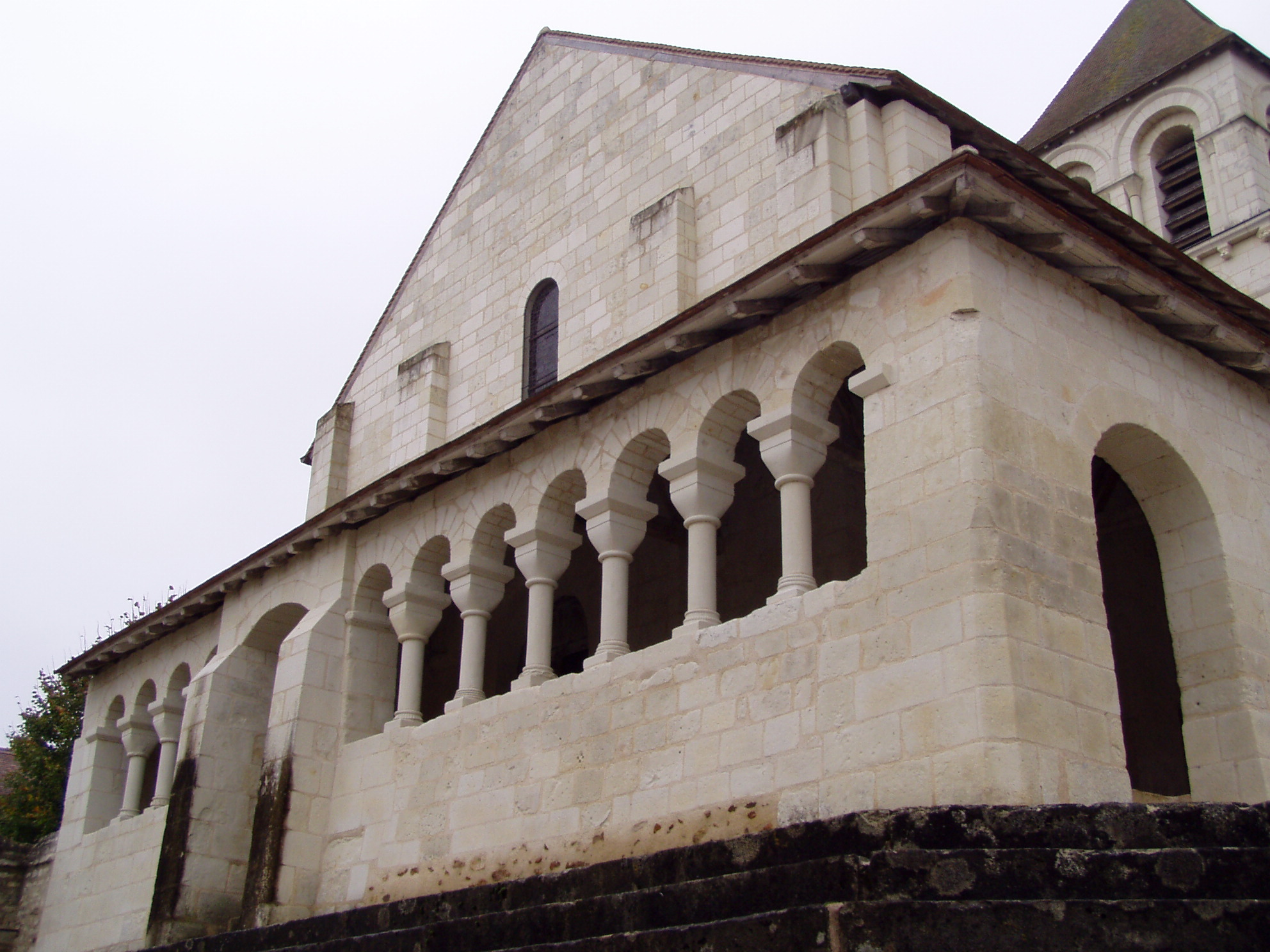
La galerie côté Ouest vue extérieure.
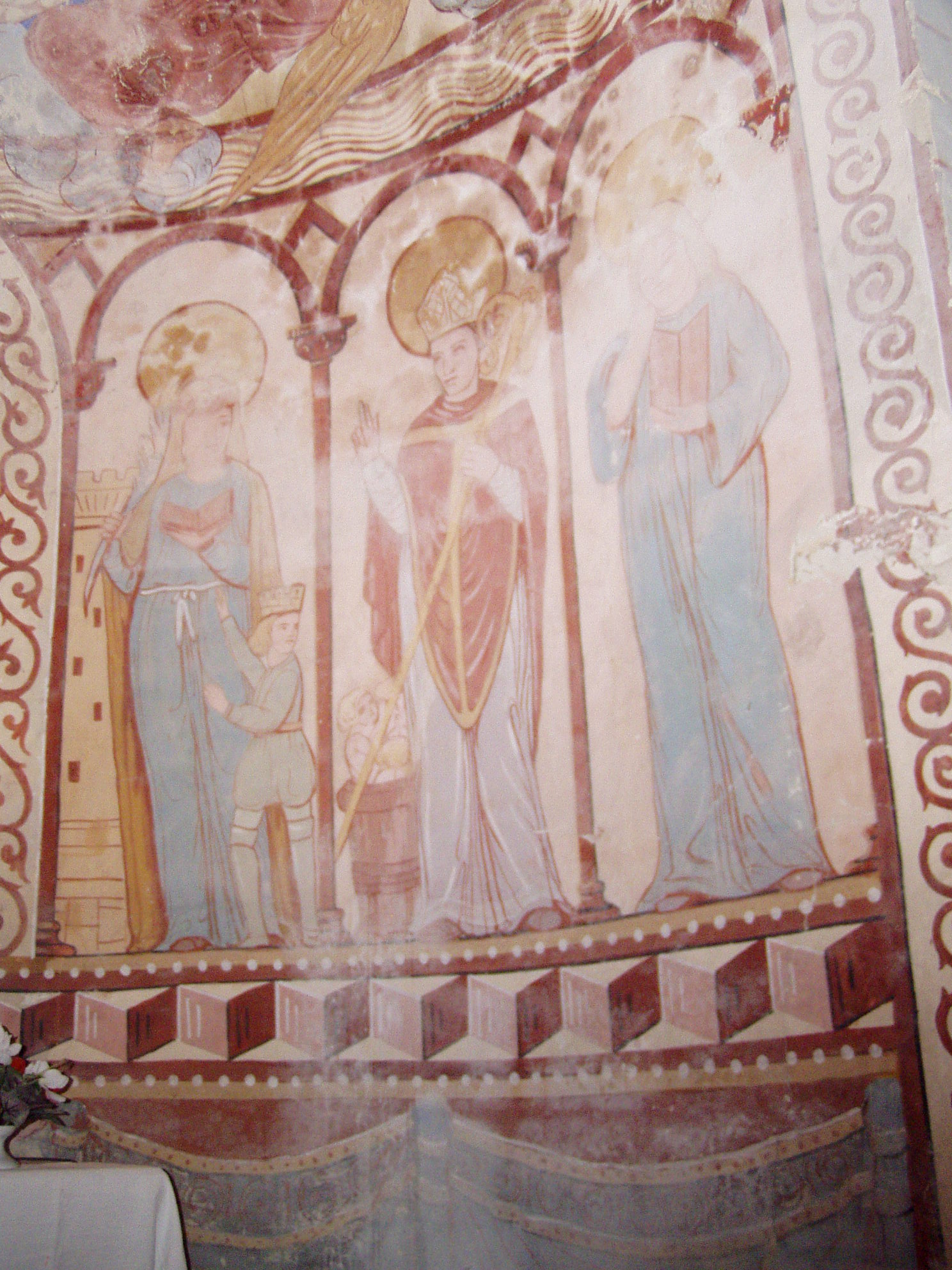
Une des fresques de l'église.
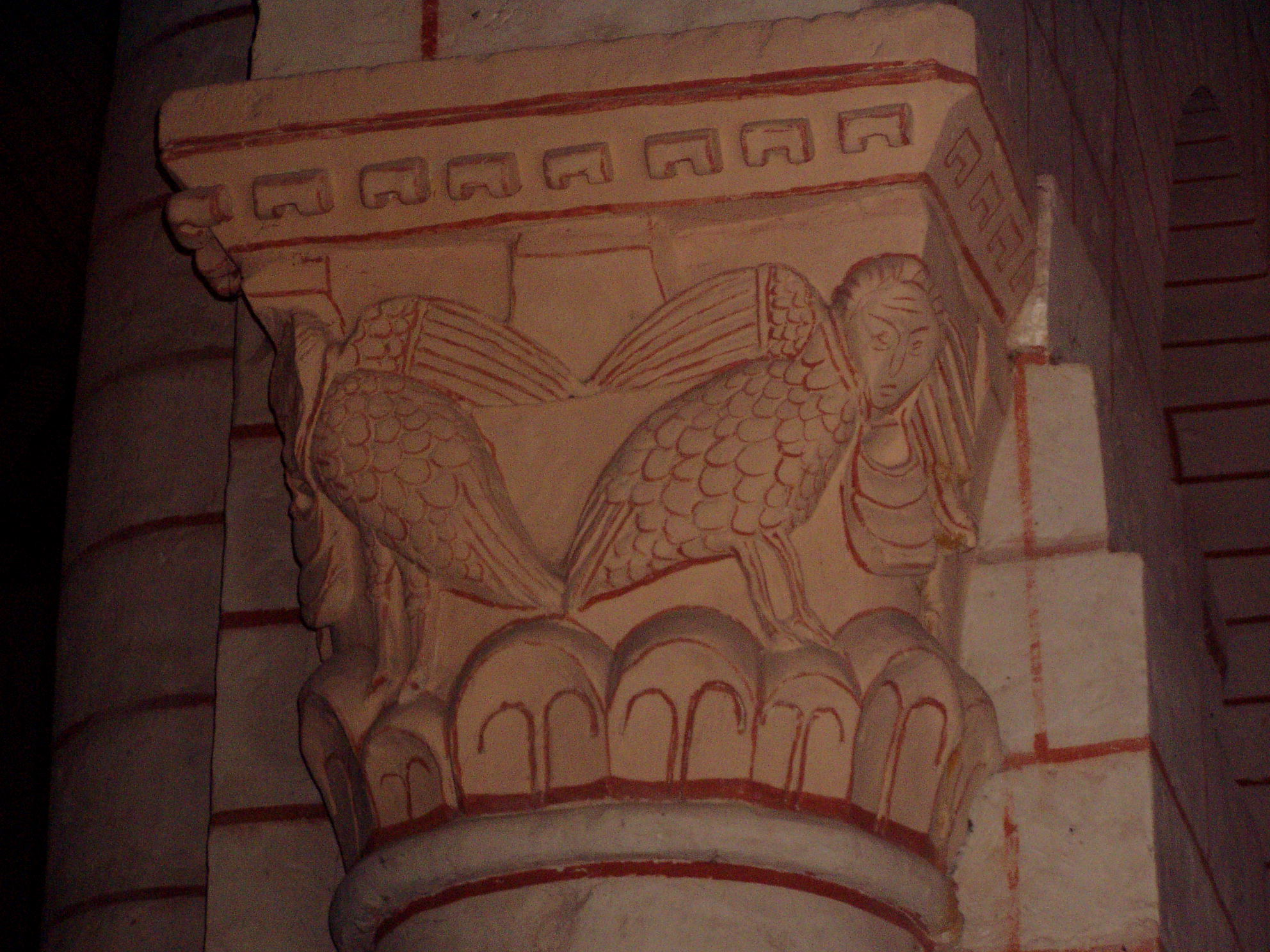
Un des chapiteaux de l'église.
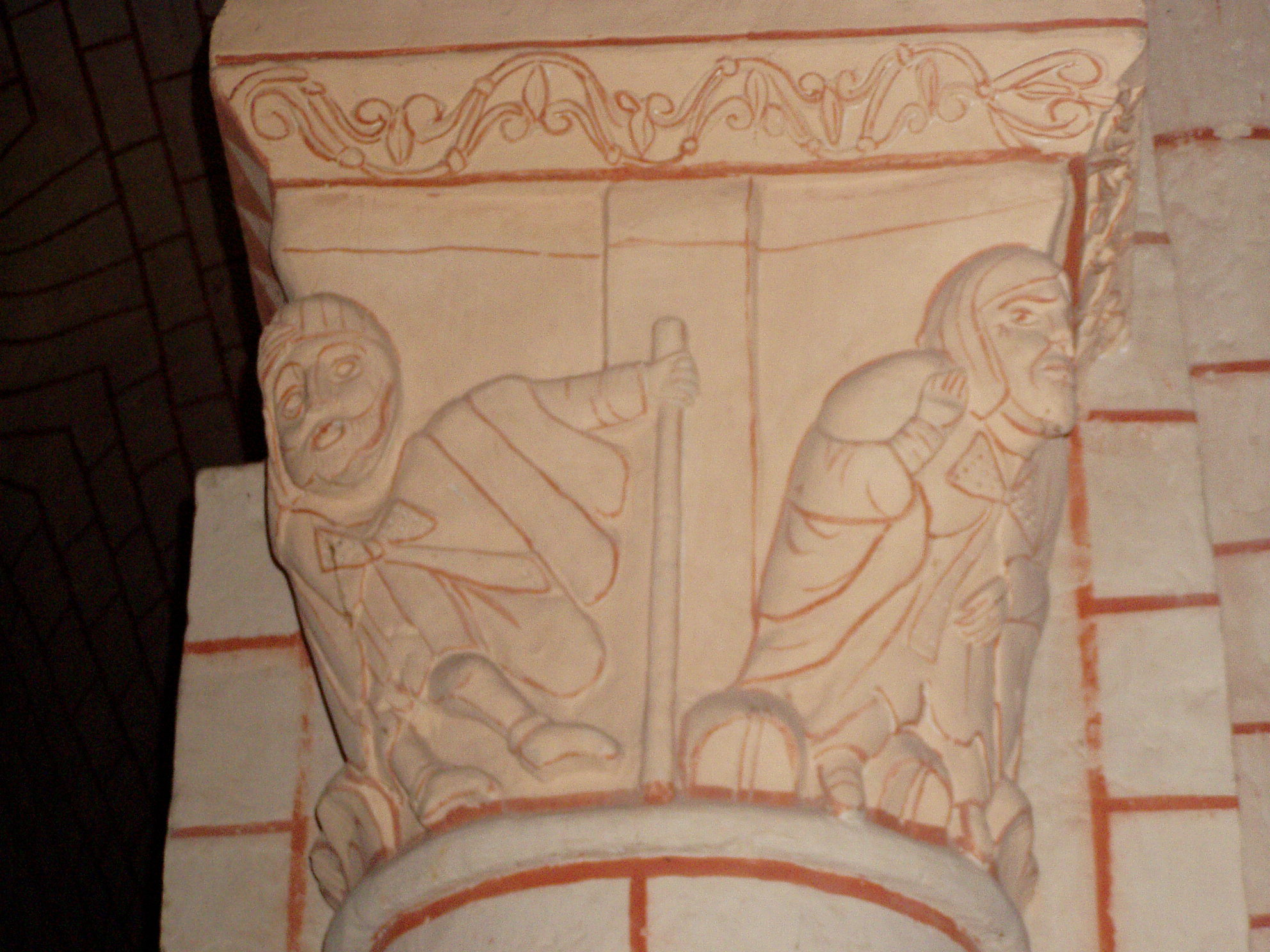
Un des chapiteaux de l'église.

- Chapelle Saint-Hubert : clef de fer dont l'imposition préserve de la rage (légende des clefs de Saint-Hubert).

#### Patrimoine environnemental
- Forêt de la Guerche.
- Grottes de Mavaux.

### Personnalités liées à la commune
- La famille Descartes y possédait le domaine de La Corgère.
- Philippe Croizon, est originaire de la commune.

### Articles de Wikipédia
- Liste des communes de la Vienne
- Anciennes communes de la Vienne